# Борки (Кемеровская область)
Борки — упразднённая деревня в Яшкинском районе Кемеровской области. На момент упразднения входила в состав Шахтерского сельсовета. Исключена из учётных данных в 1997 году.

## География
Располагалась на левом берегу реки Тальменка выше впадения в нее реки Заборная, на расстоянии примерно 4 км по прямой к юго-западу от посёлка Шахтёр.

## История
Основана в 1725 году. По данным на 1926 году состояла из 152 хозяйств. В административном отношении являлась центром Борковского сельсовета Поломошинского района Томского округа Сибирского края.

## Население
| 1970 | 1979 | 1989 |
| ---- | ---- | ---- |
| 141  | ↘67  | ↘4   |

По переписи 1926 г. в деревне проживало 720 человек (352 мужчин и 368 женщин), основное население — русские.